# Almost Naked Animals
Almost Naked Animals (Brasil: Bichos Quase Vestidos / Portugal: Banana Cabana/Animais Quase Despidos) é uma série de animação criada por Noah Z. Jones, mesmo criador de Fish Hooks e Pickle and Peanut, exibida desde o ano de 2010 pelos canais Disney XD, YTV e Cartoon Network (nos Estados Unidos) e pelo Disney XD (no Brasil).

## História
O desenho descreve um resort tropical chamado Banana Cabana. Liderada por um cão chamado Howie, a turma é formada por um porco, uma coelha, um polvo, um pato, uma preguiça e um narval (baleia com chifre que vive no oceano Ártico, também conhecido como unicórnio-do-mar). Juntos eles aprontam muito no hotel sem se importar com os hóspedes nem com qualquer outra coisa. O importante é que se possam zoar em festas e driblar a falta do que fazer.

## Personagens
Howie – O cão gerente do Hotel Banana Cabana está sempre à procura de diversão,gosta de ser o centro das atenções. Ele encara todos os desafios, mesmo estando totalmente despreparado para lidar com a maioria deles.
Bunny – A coelha é diretora de atividades do hotel. Apesar de doce, tem um pavio curto e pode pirar repentinamente. Também é bastante mandona, especialmente se as coisas não estão saindo como ela quer.
Octo – Um polvo com medo de tudo e de todos, Octo tenta ser a voz da razão, o que acaba deixando-o geralmente num estado de pânico ainda maior. Como amigo inseparável de Howie em todas as suas aventuras e peripécias malucas, Octo se depara constantemente com lugares estranhos e situações desesperadoras.
Narval – É um narval (baleia com chifre que vive no oceano Ártico, também conhecido como unicórnio-do-mar) egocêntrico ator e morador do hotel. Seja cantando aos berros e fora do tom ou encarando o amor da sua vida, o espelho, Narval exala sua própria marca de carisma.
Preguiça – Ela é um bicho-preguiça que é a lenta mensageira do Banana Cabana. Tem uma paixão secreta por Howie, além de ser sua fã número um. Não importa o quão doido seja o plano de Howie, Preguiça sempre lhe dará total apoio.
Pato – É um pato que vive em seu próprio mundo. Simples, muito ansioso e pronto para todas, ele realiza uma variedade de serviços no hotel. É meio distraído, mas, às vezes, exibe talentos inesperados e engraçado.
Piggy – Ele é o porco cozinheiro do Banana Cabana. Falando com um sotaque carregado de origem desconhecida, Piggy leva seu trabalho muito a sério! Pode até ser um pouco rude com os colegas e hóspedes. Piggy é decidido e inflexível no que diz respeito às regras da sua cozinha.
Poodle – A cadela é irmã de Howie que mantém o superelegante Chateau Chattoo: um resort de muita classe e extravagância. Localizado em sua própria mini-ilha, o Chateau fica do outro lado da praia onde está o Cabana. Apesar de obsessiva e malvada, Poodle é uma princesa que não suja as patas, deixando sempre a seus capangas o trabalho sujo.
Morce – Ele é um pequenino morcego, alegre, não muito esperto e voa tão bem quanto uma galinha. Ele também é o capanga-animal número 1 da Poodle.
Dirk Danger – Um herói que fazem os desafios perigosos. Primeira Aparição é Nada de papel pequeno.

## Episódios
| #      | Nome                                                   | Ano  | Temporada |
| ------ | ------------------------------------------------------ | ---- | --------- |
| 1      | Empleado de mês por a vida / A Unidade de a sáliva     | 2010 | 1         |
| 2      | Que extravagantemente faria?/O código de Vinci do pato | 2010 | 1         |
| 3      | Nada de papel pequeno/O Caminhão Gigante               | 2010 | 1         |
| 4      | Festa é minha/Hotel de uma estrela                     | 2010 | 1         |
| 5      | A elfo da cera/Boqueio da abo.                         | 2010 | 1         |
| 6      | O Monstro Vegetal/ Tempero do furacão                  | 2010 | 1         |
| 7      | Agir ao futuro/Adivinhe quem vem para o almoço         | 2010 | 1         |
| 8      | Todo o cão, nenhum perigo/Cowboy Cabana                | 2010 | 1         |
| 9      | Meu Irmão,Cadê Você/Nada mas o dente                   | 2010 | 1         |
| 10     | Fizz o estrondo da poeira de papel/Este peixe grande   | 2010 | 1         |
| 11     | Melhor prevenir e Desculpe / Concurso de Narwhal       | 2010 | 1         |
| 12     | Cabana banana dos SS/pata fresca do Howie              | 2010 | 1         |
| 13     | Robohowie/ato velho                                    | 2010 | 1         |
| 14     | Matéria sobre a mente/Jellyhead                        | 2010 | 1         |
| 15     | O sol Howie quis sempre/na extremidade profunda        | 2010 | 1         |
| 16     | Banana antena/amigo imaginário                         | 2010 | 1         |
| 17     | Quem machou a cama? /Kikmee                            | 2010 | 1         |
| 18     | O camaradagem cândido/pode a melhor vitória do vencido | 2010 | 1         |
| 19     | Festa do Piggy/vida perigosamente                      | 2010 | 1         |
| 20     | Os azuis efervescentes alaranjados/campeão Gurgitator  | 2011 | 1         |
| 21     | Piggy' o segredo/preguiça de desencadeou               | 2011 | 1         |
| 22     | Pox do cão/boneca do fedor                             | 2011 | 1         |
| 23     | Gato de oito vidas/Piggy e Narwhal                     | 2011 | 1         |
| 24     | Howieween/Horror Cabana                                | 2011 | 1         |
| 25     | O presente perfeito/Casa para o dia do Howie           | 2011 | 1         |
| 26     | A Manana cabana/Ajudante pequeno de Howie              | 2011 | 1         |
| 27 (1) | Chifre Swoggled/deslocamento de noite                  | 2012 | 2         |
| 28 (2) | Lixo ao passado/banana verde                           | 2012 | 2         |
| 29 (3) | Dr. Howie & Dr. Howyena/projectos preferidos de Howie  | 2012 | 2         |
| 30 (4) | Octo contra agulha/O dia extravagantemente             | 2012 | 2         |
| 31 (5) | Os jogos do irmão e da irmã/brinde Jeebies             | 2012 | 2         |
| 32 (6) | Howie Staycation/Um casco de ajuda                     | 2012 | 2         |
| 33 (7) | Romance do Trance de Howie/conluio perdido             | 2012 | 2         |

## Distribuição
| País           | Canal                      | Estreia                                                 |
| -------------- | -------------------------- | ------------------------------------------------------- |
| Canadá         | YTV                        | 7 de janeiro de 2011                                    |
| Estados Unidos | Cartoon Network/Boomerang  | 13 de junho de 2011 (CN)/5 de março de 2012 (Boomerang) |
| Reino Unido    | CITV                       | 11 de abril de 2011                                     |
| América Latina | Disney XD (América Latina) | 26 de setembro de 2011                                  |
| Austrália      | Nickelodeon/ABC3           | Maio de 2011 (Nick) 2011 (ABC3)                         |
| Índia          | Disney XD (Índia)          | 3 de outubro de 2011                                    |
| Irlanda        | RTEjr                      | 2011                                                    |
| Itália         | Disney XD/Disney Channel   | 14 de julho de 2011 (DXD)/2011 (DC)                     |
| França         | Canal+ Family              | Agosto de 2011                                          |
| Alemanha       | Super RTL                  | Agosto de 2011                                          |
| Rússia         | Disney Channel             | por anunciar                                            |
| Brasil         | Disney XD (Brasil)         | 2011                                                    |
| Países Baixos  | Z@PP                       | por anunciar                                            |
| Polónia        | Disney XD                  | 6 de dezembro de 2012                                   |
| Portugal       | Panda Biggs                | 5 de janeiro de 2013                                    |
| Portugal       | RTP2                       | 4 de junho de 2019                                      |